# Litopenaeus occidentalis
Litopenaeus occidentalis is een tienpotigensoort uit de familie van de Penaeidae. De wetenschappelijke naam van de soort is voor het eerst geldig gepubliceerd in 1871 door Streets.